# Zhao Cong
Dans ce nom chinois, le nom de famille, Zhao, précède le nom personnel.
Zhao Cong (赵聪) est une musicienne chinoise du pipa. 

## Biographie
Elle est initiée toute jeune au pipa par sa mère, elle-même musicienne. À treize ans, elle gagne le premier prix à la compétition provinciale de Jilin dans la catégorie de musique instrumentale traditionnelle ; elle remporte le second prix, à seize ans, à la compétition nationale. En 1996, elle entre au Conservatoire central de musique où elle étudie avec le professeur Li Guanghua. 
En 1998, elle présente un premier concert solo à Beijing. Après sa fin d'études en 2000, elle obtient la première place au test de qualification professionnelle du ministère de la Culture et rejoint l'orchestre central de musique chinoise de Beijing comme première soliste.
En 2005, elle participe au développement d'un nouveau pipa en matière plastique translucide qu'elle utilise pour jouer des pièces modernes dont une version rock de la pièce classique l'Embuscade.
Elle donne des spectacles dans de nombreux pays dont les États-Unis en août 2000, la France en novembre 2000, l'Espagne en février 2002, le Japon en avril 2002, la Grèce en juin 2002 et  l'Égypte en octobre 2002. En octobre 2004, elle accompagne le président  Hu Jintao en visite en Ukraine. En 2005, elle se rend au Danemark en février et en juillet, elle représente la Chine au festival international de musique de Corée ; en novembre, elle se joint à un groupe de quatre musiciennes et accompagne Richard Clayderman lors d'une tournée en Asie.

## Discographie
- 2005 : Carmen, Pipa & Guitar : Zhao Cong et Qin Wanmin
- 2007 ： Sound of China : Dance in the moon (album de pipa)
- 2009 : Forever Sutra : Zhao Cong et Xin Xing Chen
- 2010 : New Talks of Pipa